# Muntingia calabura
Muntingia calabura är en tvåhjärtbladig växtart som beskrevs av Carl von Linné. Muntingia calabura ingår i släktet Muntingia och familjen Muntingiaceae. Inga underarter finns listade i Catalogue of Life.

## Bildgalleri

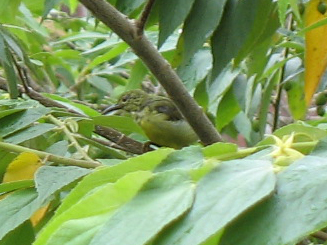
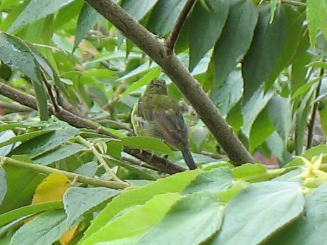
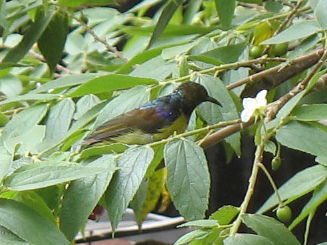
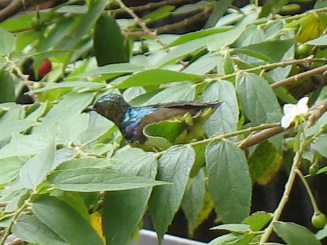
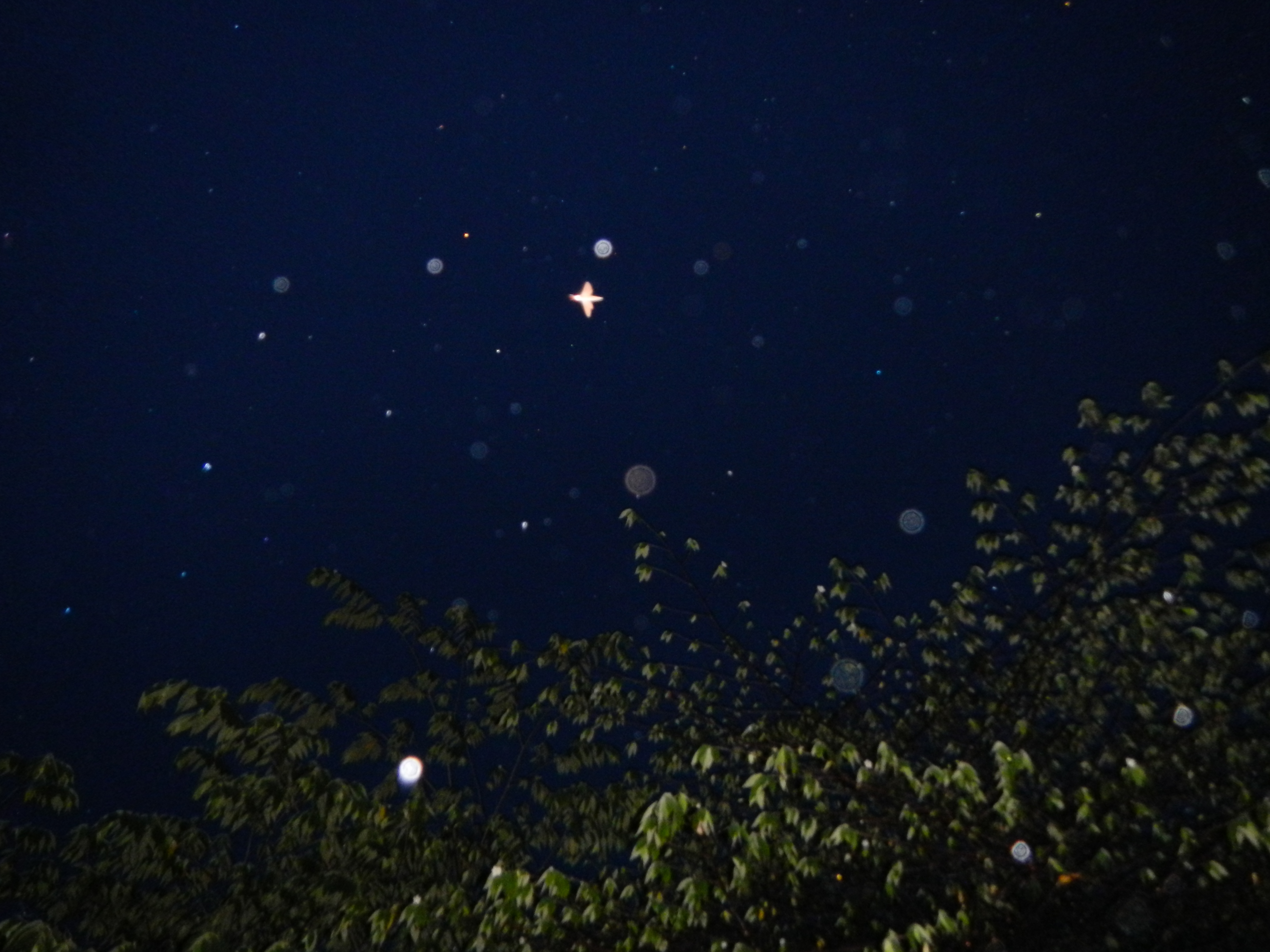
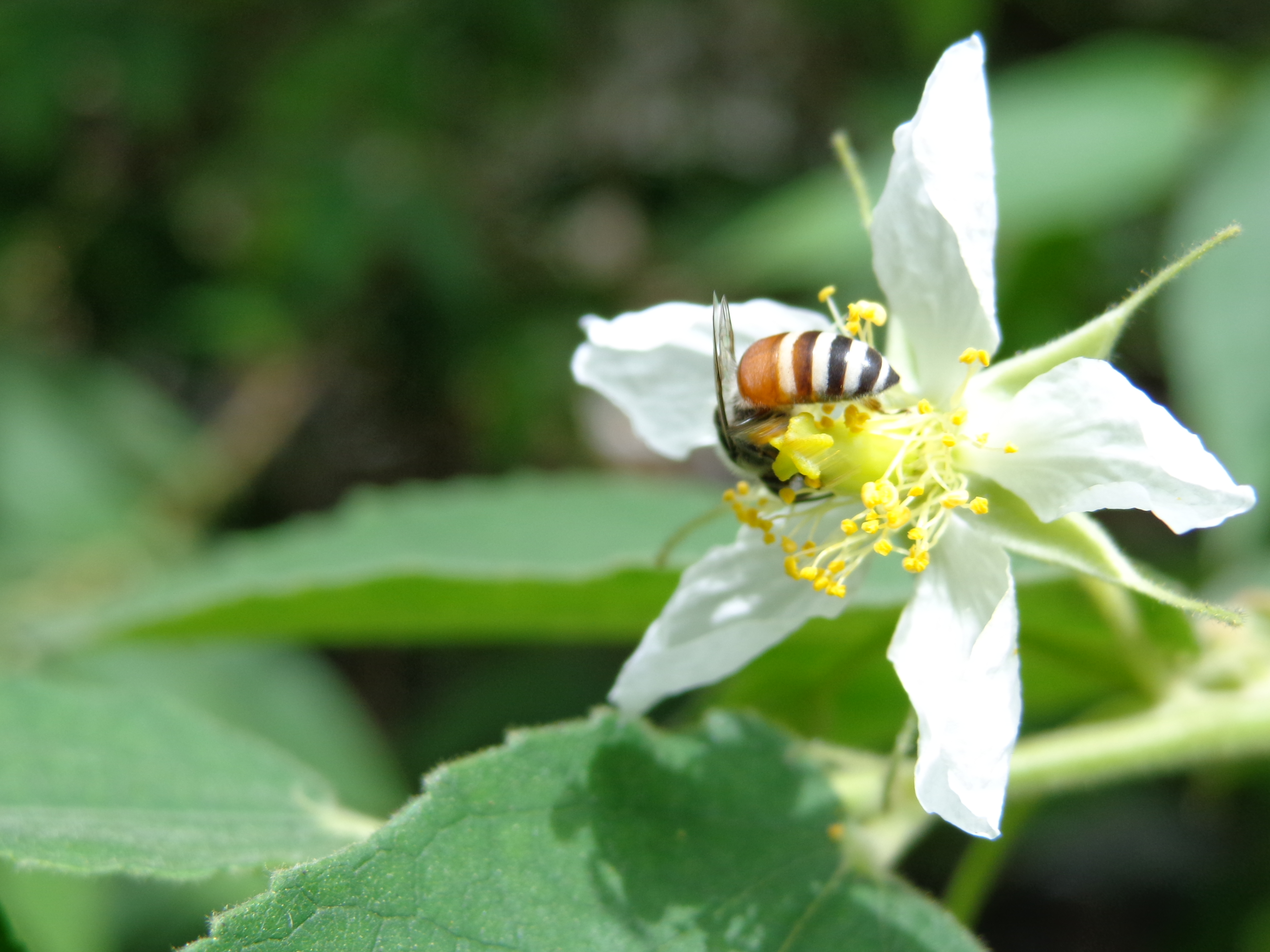